# Walter Sell
Walter Sell, avstrijski hokejist, * ?, † ?.
Sell je v avstrijski ligi igral za klub Wiener EV, za avstrijsko reprezentanco pa na enih olimpijskih igrah, več svetovnih prvenstvih, kjer je bil dobitnik ene bronaste medalje,  in več evropskih prvenstvih, kjer je bil dobitnik po ene zlate, srebrne in bronaste medalje.